# گنجشک بال‌طلایی
گنجشک بال‌طلایی (نام علمی: Arremon schlegeli) نام یک گونه از تیره زردپره‌ایان است.